# Victor Smolski
Victor Smolski (rusky Ви́ктор Дми́триевич Смо́льский, narozen 1. února 1969, Minsk, Bělorusko) je běloruský hudebník, skladatel, producent a učitel. Od roku 1999 působil 16 let jako kytarista a skladatel v německé heavymetalové hudební skupině Rage. Po svém odchodu v roce 2015 založil vlastní powermetalovou skupinu Almanac. Smolski je zároveň také kytaristou skupiny Mind Odyssey, poslední album nazvané Time to Change It s ní vydal v roce 2009. Kromě toho Smolski do roku 2015 pracoval se svými již bývalými spoluhráči z Rage na projektu Lingua Mortis Orchestru.
Smolski je také profesionálním závodníkem rallye.